# Renardisme
 (octobre 2017).
Si vous disposez d'ouvrages ou d'articles de référence ou si vous connaissez des sites web de qualité traitant du thème abordé ici, merci de compléter l'article en donnant les références utiles à sa vérifiabilité et en les liant à la section « Notes et références ».

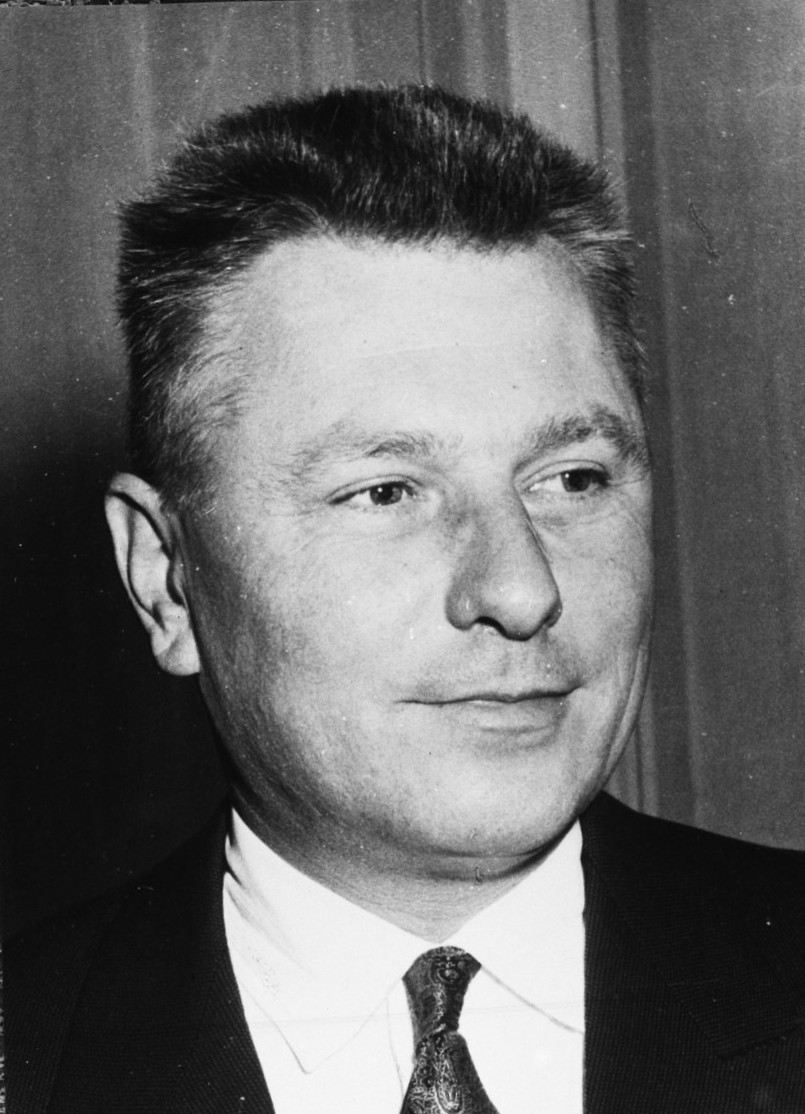
André Renard, syndicaliste Belge à l'origine du renardisme.

Le renardisme est la forme de socialisme, de syndicalisme ou d’action syndicale lancé par André Renard. Né le 25 mai 1911, décédé le 20 juillet 1962, André Renard, qui a la double nationalité française et belge, a lié, en Wallonie, le combat syndical et l'idée de lutte régionale à l’intérieur du syndicat dont il était le leader incontesté[réf. nécessaire] en Wallonie la Fédération générale du travail de Belgique (FGTB).

## Une grève générale
Le renardisme est né d’un combat, très important la grève générale de l'hiver 1960-1961, dont Renard a dit qu’elle était une grève épousant les visions de Georges Sorel. On sait qu’elle a suscité aussi l’intérêt de Cornelius Castoriadis et de sa revue Socialisme ou barbarie. 

## Rapport entre socialisme et question nationale
Bernard Francq refuse la thèse selon laquelle le caractère wallon de la grève de 1960 n'a été insufflé qu'après-coup à un mouvement  qui s’essoufflait. Pol Vandromme, directeur du quotidien Le Rappel exprime, de manière plus littéraire, la position de Bernard Francq. 

### Deux populations belges semblables mais face à des problèmes différents
La thèse de Vandromme dévoile l’implicite de la thèse de R. Francq. Chez Vandromme, R. Francq et R.Gillon (pour lequel, les deux populations belges "ne sont pas différentes"), il y a une réserve vis-à-vis du mot nation. Vandromme parle de quelque chose d'"ajouté" à la revendication ouvrière et l'on songe à la thèse du "dopage" wallon de la grève de 1960, mais il parle aussi d'incandescence, et se rapproche ainsi de l'idée d'une fusion entre des dimensions différentes de l'action ouvrière. Il est question aussi de "fuite en avant".

## Avenir du renardisme
Plusieurs syndicalistes signèrent en 1983 le Manifeste pour la culture wallonne. Dans la mesure où, notamment, l’aile wallonne et l’aile flamande de la FGTB tendent à s’autonomiser, la FGTB wallonne tend à perpétuer l’esprit du renardisme. La FGTB actuelle a soutenu par exemple le texte du deuxième manifeste wallon déposé le 15 septembre 2003 et proposé un autre appel en décembre 2004. Sans rien renier de l’action syndicale qui obéit à une logique différente, la FGTB wallonne mène toujours un combat social qui intègre le combat régional wallon et qui, notamment, met en cause la Communauté française de Belgique. Sans doute, l'heure n'est plus à l'intervention massive de l'État comme ce fut le cas un peu partout dans le monde développé durant les trente glorieuses, mais dans la mesure où le renardisme est avant tout une manière de positionner le syndicalisme dans la société globale, sans le réduire à une fonction de défense des avantages sociaux, ce qu'il a produit demeure et, en tout particulier, la construction de la Wallonie autonome dont celle-ci lui est évidemment profondément redevable, même si par ailleurs cette revendication peut être portée par d'autres forces que les forces de gauche.[réf. nécessaire]